# ایمان (فیلم ۲۰۱۳)
ایمان (انگلیسی: Believe) یک فیلم درام ورزشی بریتانیایی است که در سال ۲۰۱۳ منتشر شد.

## بازیگران
- برایان کاکس
- ناتاشا مک‌الهون
- اَن رید
- فیلیپ جکسون
- کیت اشفیلد
- جیمز کالیس
- توبی استیونز